# Daktilus
A daktilus az időmértékes verselésben használt egyik legősibb, először görög, majd latin nyelven létrehozott ütemversek ereszkedő verslába, amely egy hosszú és két rövid szótagból áll (– υ υ). Értéke 4 mora. Leggyakrabban a hexametersorban fordul elő, de igen gyakran van szaporító szerepe.

## A daktilikus versek két csoportja
Történetileg a daktilikus ütemversek két csoportra oszthatók. Egyik csoportjukba tartoznak a daktilikus recitált versek (irracionális daktilusok) Ide tartozik a legismertebb daktilikus periódus, a hexameter, ahol a sor végén spondeus vagy trocheus áll. A hexameter a homéroszi eposzok versmértéke is, s ebben alakultak ki az úgynevezett epikus ciklus (Homérosz előtti és utáni) eposzai éppúgy, mint a didaktikus eposzok, az egyéb tanköltemények, a komikus eposzok vagy a homéroszi himnuszok. Vannak csupán hexameterben írt epigrammák is. A szatíra nevű római költői műfaj szintén hexameterben íródott. A disztichonnak, a másik daktilikus recitált versnek is a hexameter az első sora, második sora a szintén daktilikus pentameter. A hexametert és a pentameret változó ritmusú sornak nevezzük.
A másik csoportot daktilikus énekversek (racionális daktilusok) alkotják. Ezek alkotóelemei, a daktilus mellett, szintén a spondeus és, főleg az utolsó vagy utolsó előtti versláb helyén a trocheus. A legrövidebb daktilikus sor. Az énekversekben úgynevezett emelkedő daktilus is találhatók, olyan sorkezdő daktilikus ütemek, melyeket egy hosszú, két rövid vagy egy rövid szótag előz meg. Ezek a megemelő szótagok nem egészítik ki időtartamukkal a periódus végén álló ütemet; ebben különböznek az ütemelőző szótagtól.

### Állandó ritmusú sorfajok
Az adoniszi sor: a szapphói strófa zárósora. Legismertebb példa rá Berzsenyi Dániel Osztályrészem című verse: Sok Charybdis közt, sok ezer veszélyben / Izzada orcám.
Az aszklépiadészi sor: 2. és 4. üteme ciklikus daktilus. Klasszikus példa Berzsenyi A közelítő tél című verse: Hervad már ligetünk, díszei hullanak. / Tarlott bokrai közt sárga levél zörög. / Nincs rózsás labyrinth, s balzsamos illatok / Közt nem lengedez a Zephyr.
Az kis alkaioszi sor: az alkaioszi strófa zárósora. Horatius használta előszeretettel: S jég töri már a folyók futását.

## A daktilus a magyar irodalomban
A hexameter és a disztichon főleg a 17. században szólalt meg sokszor magyar nyelven. Földi János A versírásról című munkájában 18 féle daktilusi sortípust gyűjtött össze. A 18. század végén népszerűek voltak a daktilusi lejtésű leoninusok. Daktilikus sorok párverseket alkotva különböző szerkezeteket képezhettek. Az arkhilokhoszi versszakot Vályi Nagy Ferenc, Verseghy Ferenc költészetében találjuk meg. Az alkmani versszak Virág Benedek, Vályi Nagy Ferenc, Vitkovics Mihály költészetére jellemző.
A nyugat-európai jövevényformák közül a daktilikus rímes képletek viszonylag ritkábbak. Legismertebb példa Arany János Tetemrehívás című balladája. Ady Endre szimultán ritmusai között gyakoriak a hangsúlyos alapritmusú daktyloid versek (A Tisza-parton, Csák Máté földjén).

## Daktilikus sorok és strófák
- Daktilikus trimeter: Szunnyad gyorsröptű raj / Mind a madárseregek (Alkman, 60. töredék)
- Daktilikus tetrameter: Égre virul tavaszon Küdón / birse, megárad a sok kis ér (Ibükosz, 1. töredék, első versszak)
- Emelkedő tetrameter: Erosz éjszinü szép szeme héja alól / kitekint: sokezernyi varázsa befon (Ibükosz, 2. töredék, 1–2. sor)
- Daktilikus pentameter: Gyászteli sóhajokat kap a bús Aidész (Sztészikhorosz, 50. töredék, 3. sor)
- Emelkedő hexameter: a sötétszínü éjszaka szent sürüjébe elérjen (Sztészikhorosz, 8. töredék, 3. sor)
- Arany János: Tetemre hívás (első versszak): A radványi sötet erdőben / Halva találták Bárczi Benőt. / Hosszu hegyes tőr ifju szivében; / „Ime bizonyság Isten előtt / Gyilkos erőszak ölte meg őt!”
- Disztichon: Kölcsey Ferenc, Huszt: Messze jövendővel komolyan vess öszve jelenkort: / Hass, alkoss, gyarapíts: s a haza fényre derűl.